# CA-03
La Carretera Centroamericana 03 (CA-03), conocida también como la Carretera del Litoral del Pacífico, es una de las principales vías terrestres de América Central, que forma parte de la Red Vial Centroamericana. Esta ruta, considerada vital para la integración regional, atraviesa los países de Honduras y Nicaragua.

## Extensión
Con una longitud de 259 kilómetros, la CA-03 es reconocida por su variado paisaje, que incluye cadenas montañosas, llanuras agrícolas, áreas urbanas y regiones selváticas. A pesar de su importancia, su estado de conservación y modernización varía significativamente según el país.

## Carretera Centroamericana 3
La Carretera Centroamericana 3 (CA-3) es una vía internacional que forma parte de la Red Vial Centroamericana. Se extiende por el norte y occidente de Honduras y conecta con Nicaragua a través del paso fronterizo de El Espino. Es una carretera clave para el transporte nacional e internacional, enlazando centros industriales, agrícolas y turísticos del norte hondureño con el occidente del país y con Nicaragua.

## Honduras
En Honduras, la CA-3 inicia en el puerto caribeño de Puerto Cortés, el principal puerto marítimo del país. Desde allí recorre el occidente hondureño, atravesando importantes centros urbanos como San Pedro Sula, Santa Bárbara, Gracias (en el departamento de Lempira), y La Esperanza (en Intibucá). Luego cruza Marcala, en el departamento de La Paz, y finalmente alcanza el paso fronterizo de La Fraternidad, donde se conecta con la red vial de Nicaragua.
Este corredor es esencial para el comercio interno hondureño, la producción cafetalera, el turismo rural y la conexión con el occidente del país. También forma parte de corredores logísticos intermodales desde el litoral atlántico.

## Nicaragua
En Nicaragua, la CA-3 tiene un tramo corto pero importante que inicia en el paso fronterizo de El Espino, departamento de Madriz, y concluye en la ciudad de Somoto, donde se conecta con la Carretera NIC-3. Este tramo es utilizado principalmente para el comercio fronterizo, transporte de mercancías y tránsito entre las regiones occidentales de Nicaragua y el occidente de Honduras.

## Importancia regional
La CA-3 cumple una función estratégica en la integración entre Honduras y Nicaragua, así como en la conectividad del norte hondureño con el occidente del país. Permite el flujo comercial desde Puerto Cortés hacia zonas cafetaleras, rurales y fronterizas, así como el tránsito de pasajeros y productos entre ambos países. También es vital para el turismo interno y binacional en zonas de patrimonio natural y cultural del occidente hondureño y nicaragüense.

## Importancia
La CA-3 es considerada una arteria vital para el desarrollo económico de Honduras. Conecta dos litorales (el Atlántico y el Pacífico) y permite el flujo de mercancías entre los puertos de Puerto Cortés y San Lorenzo. Además, fortalece el comercio regional y nacional al unir ciudades industriales y centros administrativos del país.